# 1,3,5-tritiano
L'1,3,5-tritiano è un composto organosolforico (o zolforganico), cioè un composto organico contenente legami carbonio-zolfo, avente formula (CH2S)3. L'1,3,5-tritiano è un composto eterociclico ed in particolare è il trimero ciclico della tioformaldeide, una sostanza instabile alle consuete condizioni ambientali terrestri. Una sua molecola è costituita da un anello di sei atomi, tre di carbonio e tre di zolfo, dove si alternano gruppi metilenici e tioeteri.

## Sintesi e utilizzi
L'1,3,5-tritiano si ottiene aggiungendo del solfuro di idrogeno ad una soluzione di formaldeide in acido cloridrico.
Essendo il tioacetale della formaldeide, e quindi una sua possibile fonte, l'1,3,5-tritiano è utilizzato come blocco di costruzione (building block) in sintesi organica. In una delle sue applicazioni esso è deprotonato con reattivi litioorganici al fine di ottenere un derivato del litio che può essere poi alchilato:
(CH2S)3  +  RLi  →   (CH2S)2(CHLiS)  +  RH
(CH2S)2(CHLiS)  +  RBr   →  (CH2S)2(CHRS)  +  LiBr
(CH2S)2(CHRS)  +  H2O   →  RCHO  +  ….
L'1,3,5-tritiano è considerato anche un precursone di altri reagenti organosolforici. Ad esempio, la sua clorurazione in presenza di acqua fornisce il sulfonil cloruro di clorometile:
(CH2S)3  +  9 Cl2  +  6 H2O   →   3 ClCH2SO2Cl  +  12 HCl

## Tritiani
L'1,3,5-tritiano è il capostipite di una classe di composti eterociclici chiamati tritiani, spesso derivanti dalla tionazione di chetoni e aldeidi. I tiochetoni e le tioaldeidi formati sono spesso instabili e quindi soggetti ad una trimerazione in una reazione termicamente reversibile. Di seguito lo schema della trimerazione del tioacetone: